# IFTTT
If This Then That (běžně známá jako IFTTT)
je webová služba, která umožňuje uživatelům vytvářet řetězce podmíněných příkazů vyvolaných změnami, ke kterým dochází v jiných webových službách, jako je Gmail, Facebook, Telegram, Instagram nebo Pinterest. Tato služba je nabízena jako freeware nebo v předplacené a podnikové verzi.